# Sharpebülbül
Der Sharpebülbül (Phyllastrephus alfredi, Syn.: Bleda alfredi; Phyllastrephus flavostriatus alfredi; Phyllastrephus olivaceo-griseus alfredi) ist eine Vogelart aus der Familie der Bülbüls (Pycnonotidae).
Die Art wird von einigen Autoren als Unterart (Ssp.) des Gelbstreifenbülbüls (Phyllastrephus flavostriatus) angesehen. So auch in „Birds of the World“.
Der Vogel kommt in Südwesttansania, Nordostsambia und Nordmalawi vor.
Der Lebensraum umfasst hauptsächlich Bergwald, Waldrand, Galeriewald und Waldränder bis 2400 m Höhe.
Der Artzusatz bezieht sich auf Alfred Sharpe.
Dieser Vogel ist vermutlich ein Standvogel.

## Merkmale
Die Art ist 18–20 cm groß. Gegenüber dem sehr ähnlichen Gelbstreifenbülbül sind Oberseite und Scheitel deutlich brauner. Charakteristisch ist ein ausgeprägtes Gelb an der Unterseite, Scheitel, Nacken und Nackenseiten sind braun und nicht grau. Die Oberseite ist olivbraun, Schwanz und Flügel sind deutlich rotbrauner gefärbt.
Die Art ist monotypisch.

## Stimme
Die Rufe entsprechen denen des Gelbstreifenbülbüls (Phyllastrephus flavostriatus).

## Lebensweise
Zu Nahrung und Brutzeit sind keine Informationen verfügbar. Die Art ist lärmig, schlägt gern mit den Flügeln und tritt einzeln, in kleinen Gruppen, gern auch in gemischten Jagdgemeinschaften in Erscheinung. Die Vögel klettern gern Äste entlang auf der Suche nach Nahrung.

## Gefährdungssituation
Die Gefährdungssituation ist bislang nicht untersucht.